# Volksdeutsche

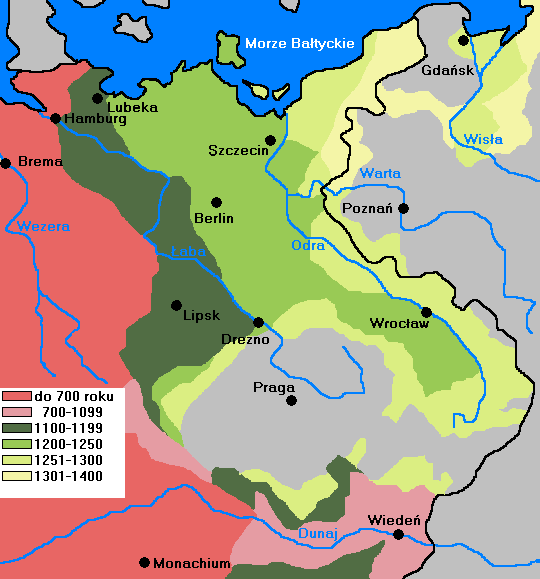
Etapes de l'assentament oriental alemany, 700–1400

El terme Volksdeutsche (literalment, 'pertanyent al poble alemany') va ser utilitzat durant el Tercer Reich per designar persones d'origen alemany. En general, de nuclis de cultura i idioma alemany a diverses parts d'Europa. Considerats aris, podien formar part de les organitzacions polítiques nacionalsocialistes o de les forces armades. Malgrat que per evitar que entre ells s'infiltressin espies solien col·locar-los en llocs de menor responsabilitat on poguessin ser objecte de discreta vigilància.
Al Mur Atlàntic n'hi va haver molts que després de passar els primers anys en un còmode destí es van veure impel·lits a defensar el territori després del desembarcament de Normandia (Operació Overlord). Com que estaven menys fanatitzats que els seus camarades del cep alemany, molts es van deixar agafar presoners entre ells el famós Jakob Nacken, <<el soldat més alt de l'Exèrcit alemany>>: 2,31 d'alçada, 67 de peu, que per una de aquestes casualitats de la vida es va rendir al capdavant Bob Roberts, un britànic de 1.60 m d'alçada.
Entre aquests Volksdeutsche i figurà també un català, el lleidatà Albert Winterhalder García (1917-?), fill d'alemany i espanyola que passà la resta de la guerra en un camp de concentració británic.

## referencies
1. ↑  Nacken, de 36 anys, natural de Düsseldorf, parlava anglès fluid perquès fins que la pàtria el va cridar a les armes s'havia guanyat la vida als Estats Units, com a home anunci o en espectacles circenses i de varietés, amb el nom artístic d'Uranus, el Gegant de Renania. Va passar la resta de la guerra en un campament de presoners i el 1949 va tornar als Estats Units, on va continuar exercint d'home espectacular fins que, ja jubilat, va tornar al seu país per morir el 1967.